# Klemen Marija Dvoržak
Sveti Klemen Marija Dvoržak (tudi Klemen Marija Dvořak, Clement Maria Hofbauer; rojen kot Janez Dvoržak), svetnik, blaženi, duhovnik, teolog, redemptorist nemško-češkega rodu, * 26. december 1751, Tasovice, Moravska, † 15. marec 1820, Dunaj.
Sveti Klemen Marija Dvoržak je apostol Dunaja in  Varšave, zavetnik pekov in trgovskih društev.
Bil je duhovni vodja in spovednik Friderika Barage, slovenskega misijonarja in škofa.